# Schlacht bei den Thermopylen (1941)

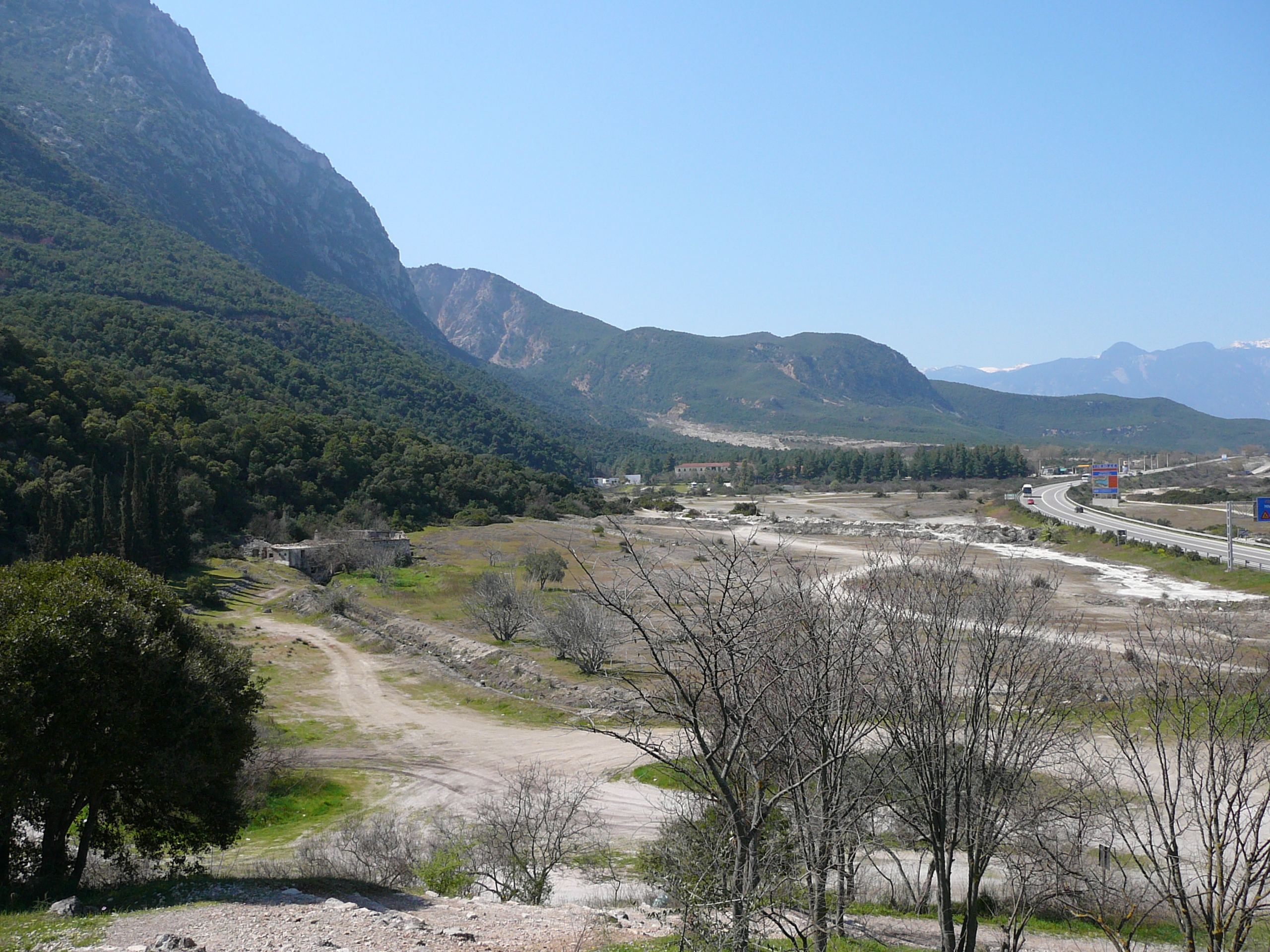
Der Thermopylen-Engpass 2007

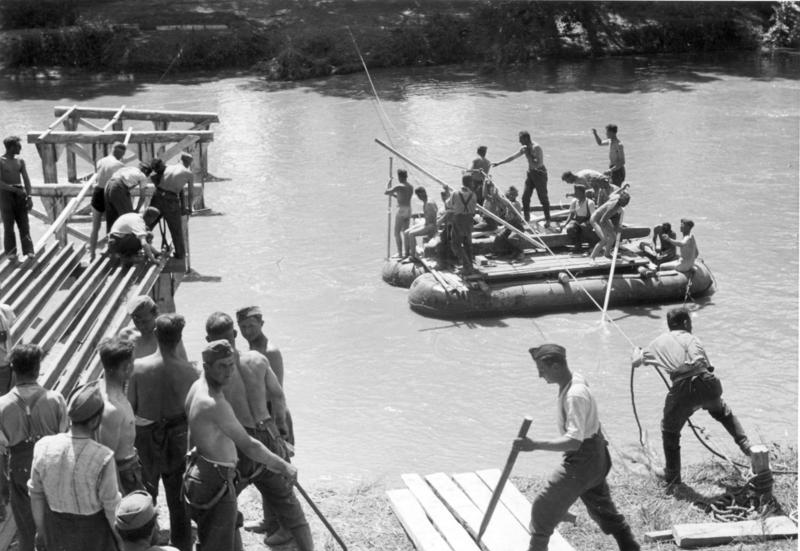
Bau einer Behelfsbrücke über den Sperchios während der Schlacht bei den Thermopylen 1941

Die Schlacht bei den Thermopylen am 24. und 25. April 1941 waren im Zweiten Weltkrieg Teil des von der deutschen Wehrmacht begonnenen Balkanfeldzuges. 

## Hintergrund
Nach der Kapitulation der griechischen Streitkräfte in Nordthrakien begann der allgemeine Rückzug der alliierten Truppen aus Nordgriechenland auf die Aliakmonas-Linie. 
Truppen des britischen Commonwealth unter Führung von Generalleutnant Henry M. Wilson errichteten Verteidigungsstellungen am Engpass der Thermopylen. Der neuseeländische General Bernard Freyberg war mit der 2nd New Zealand Division betraut, die Verteidigung des Durchgangs zu führen, während die Verteidigung des nahegelegenen Dorfes Brallos von Teilen der australischen 6. Division unter Generalmajor Iven Giffard Mackay übernommen worden war. Im neuseeländischen Sektor war die 5. Brigade entlang der Küstenstraße aufgestellt und verteidigte die Hügel südlich der Stadt Lamia und Stellungen am Fluss Sperchios. 
Die 4. Brigade stellte Patrouillen zur Überwachung der Küstenlinie gegen deutsche Landungsversuche auf. Die 6. Brigade wurde in Reserve gehalten. 
Im australischen Sektor verteidigte die 19. Brigade zusammen mit dem 4. australischen Infanterie-Bataillon und dem 8. australischen Infanterie-Bataillon den Ort Brallos. Als am Morgen des 23. der Befehl zum Rückzug kam, wurde beschlossen, dass zwei Brigaden den Pass solange wie möglich halten sollten, um den alliierten Rückzug zu sichern.

## Verlauf
Die Vorhut des deutschen XVIII. Gebirgskorps – Teile der 6. Gebirgsdivision (Generalmajor Ferdinand Schörner) und eine Kampfgruppe der 5. Panzer-Division griffen am 24. April um 11:30 Uhr an den Thermopylen an, stießen aber sofort auf erbitterten Widerstand. Die Australier und Neuseeländer hielten rund einen Tag lang die Stellung, die Deutschen hatten hohe Verluste und verloren unter anderem 15 Panzer im alliierten Abwehrfeuer. Nach dem hinhaltenden Widerstand zogen sie sich in Richtung der Evakuierungsstrände zurück. 
Die Schlacht endete mit einem Durchbruch der deutschen Truppen nach Athen und Südgriechenland. Die Verteidigung der Thermopylen hatte es jedoch vielen alliierten Soldaten ermöglicht, aus Griechenland evakuiert zu werden.